# Lumio
Lumio (en cors Lumiu) és un municipi francès, situat a la regió de Còrsega, al departament d'Alta Còrsega. L'any 1999 tenia 1.040 habitants.

## Demografia
| 1962 | 1968 | 1975 | 1982 | 1990 | 1999  |
| ---- | ---- | ---- | ---- | ---- | ----- |
| 292  | 473  | 732  | 747  | 895  | 1.040 |

## Administració
| Període | Identitat       | Partit | Qualitat |  |
| ------- | --------------- | ------ | -------- |  |
| 1995-   | Eugène Ceccaldi |        |          |  |

## Galeria d'imatges

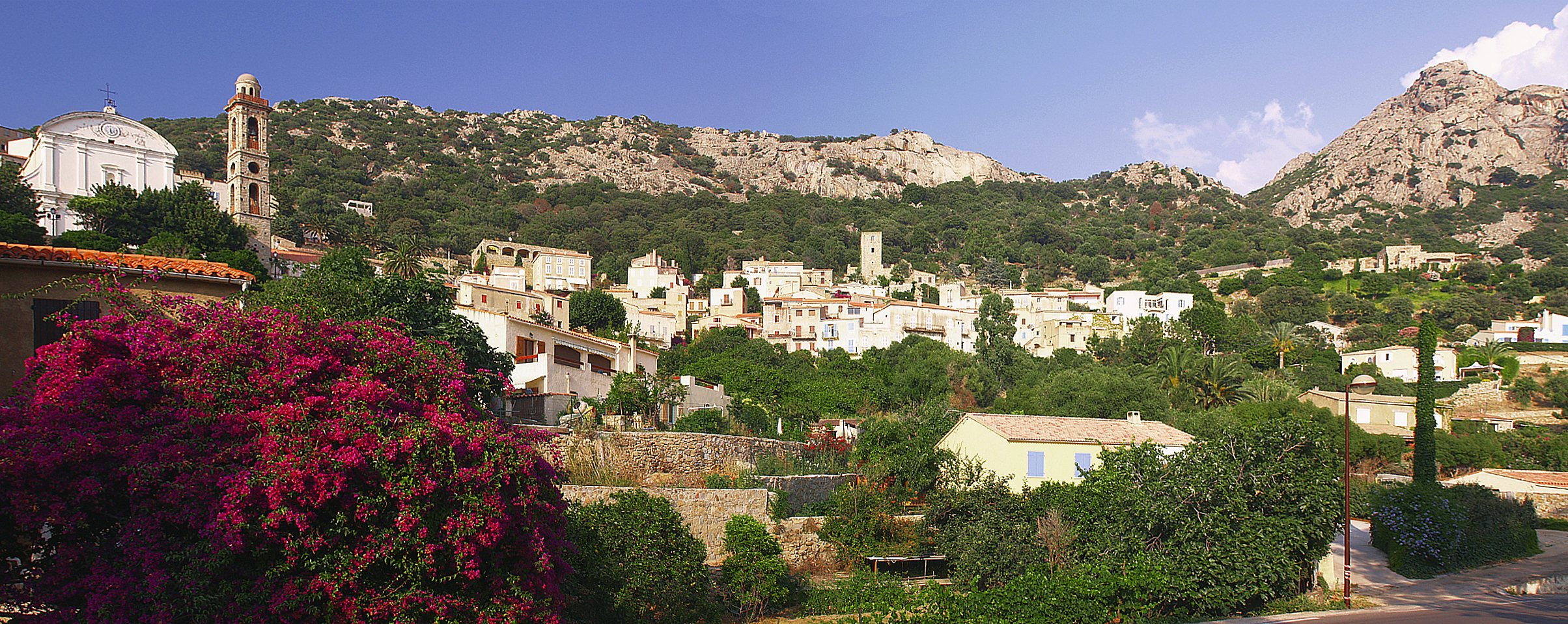
Panorama
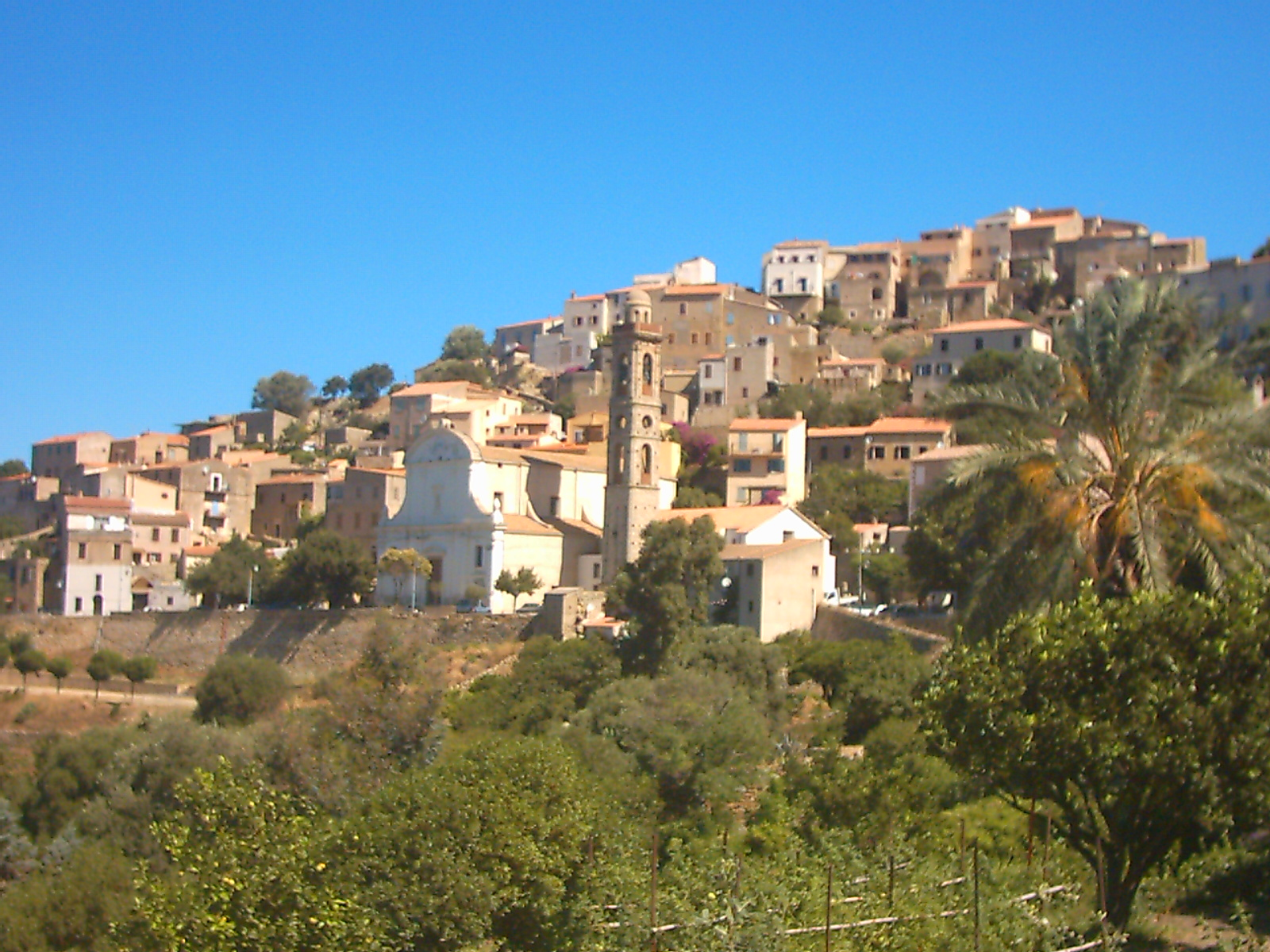
Lunio
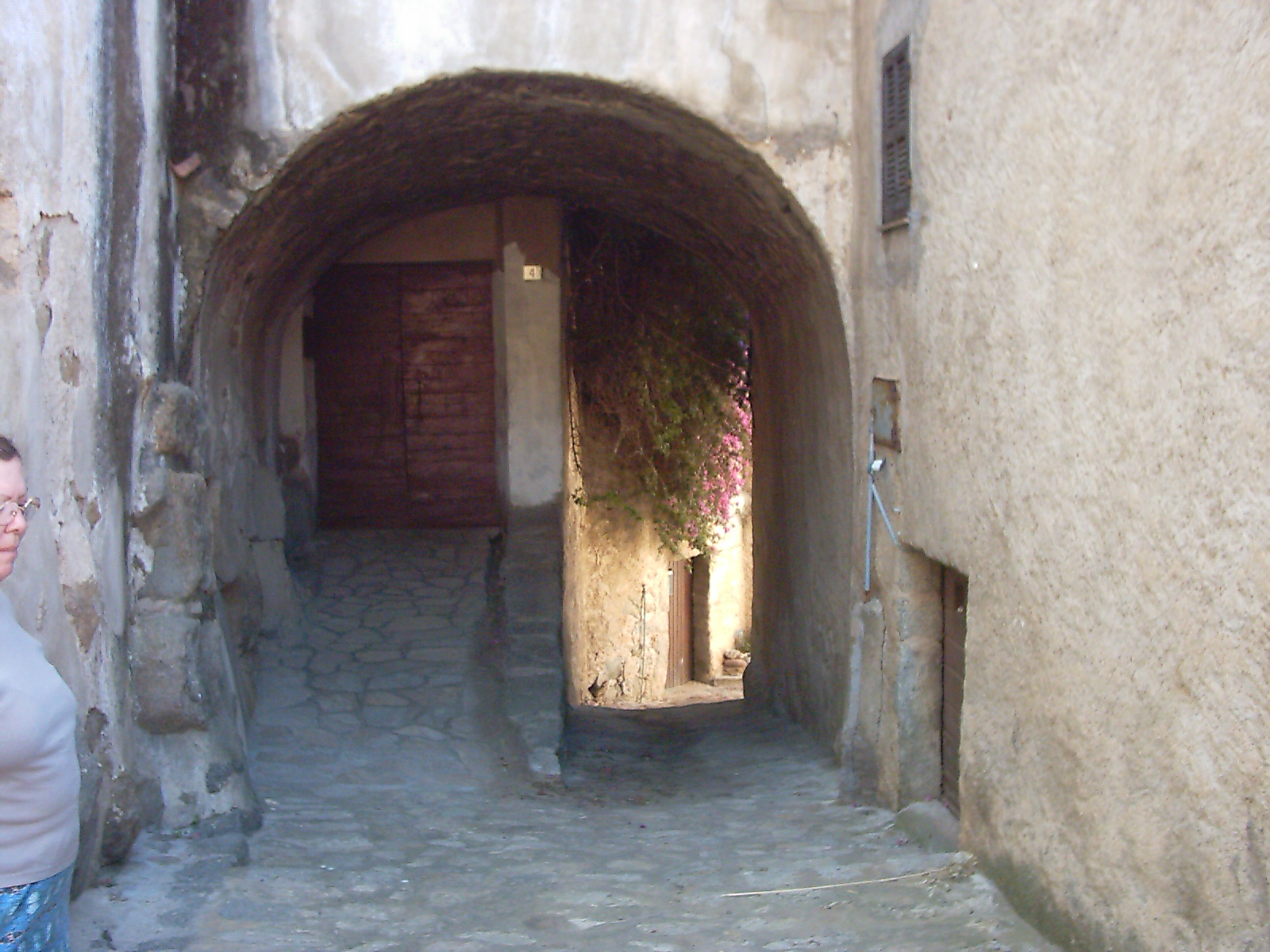
Carreró de la vila
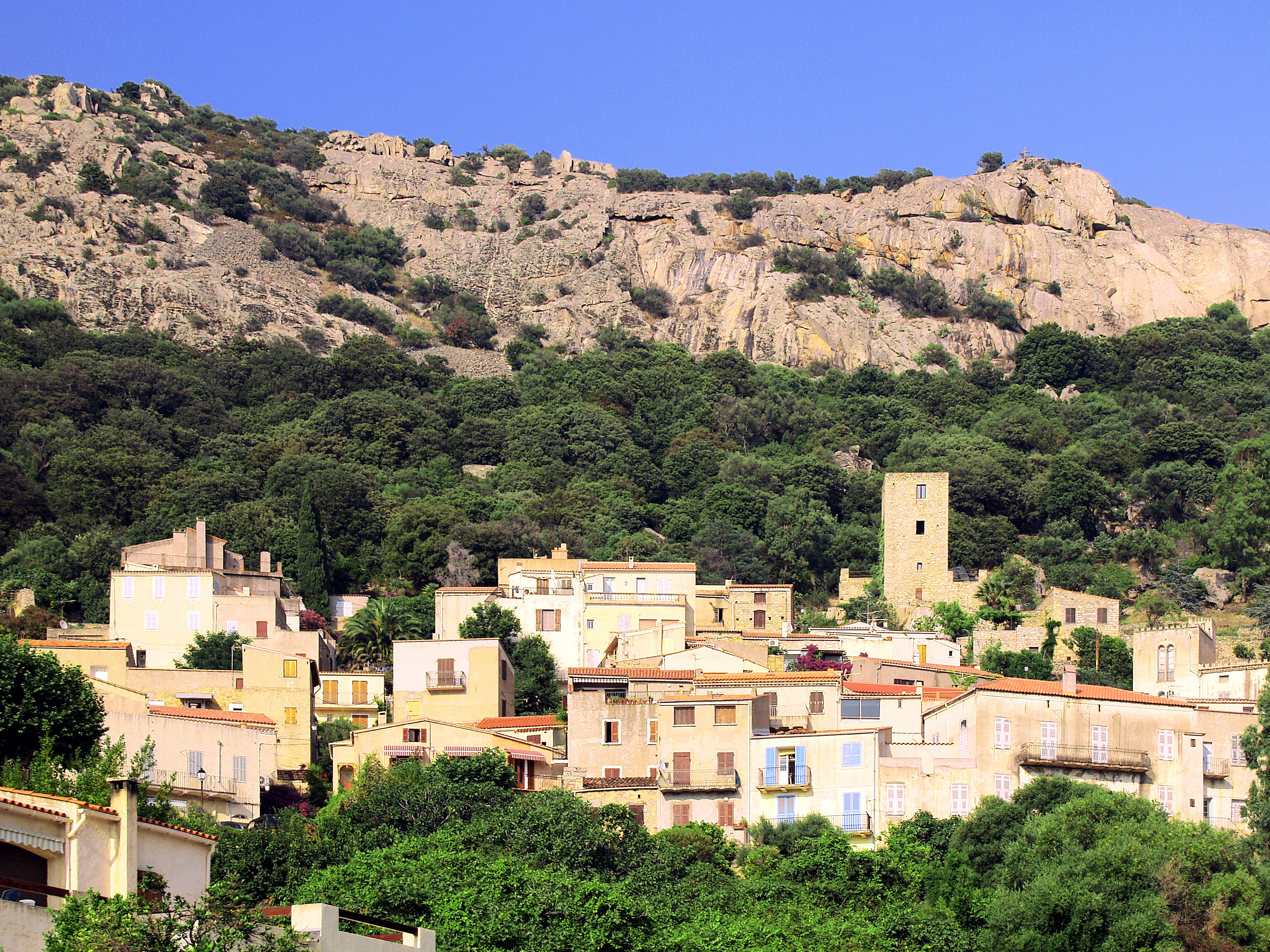
Quartier Nunziata i Torre Lomellini
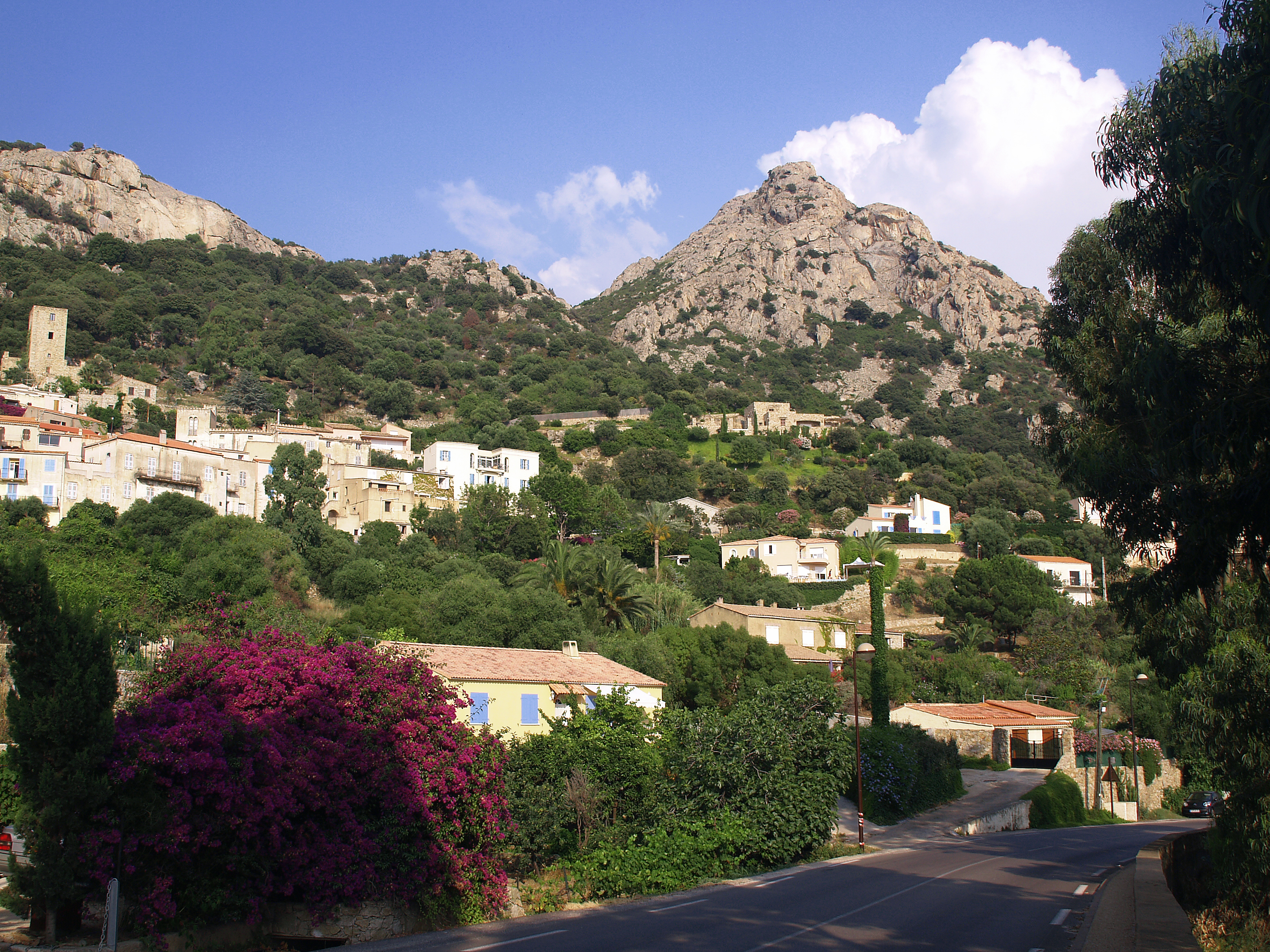
Mont Bracajo
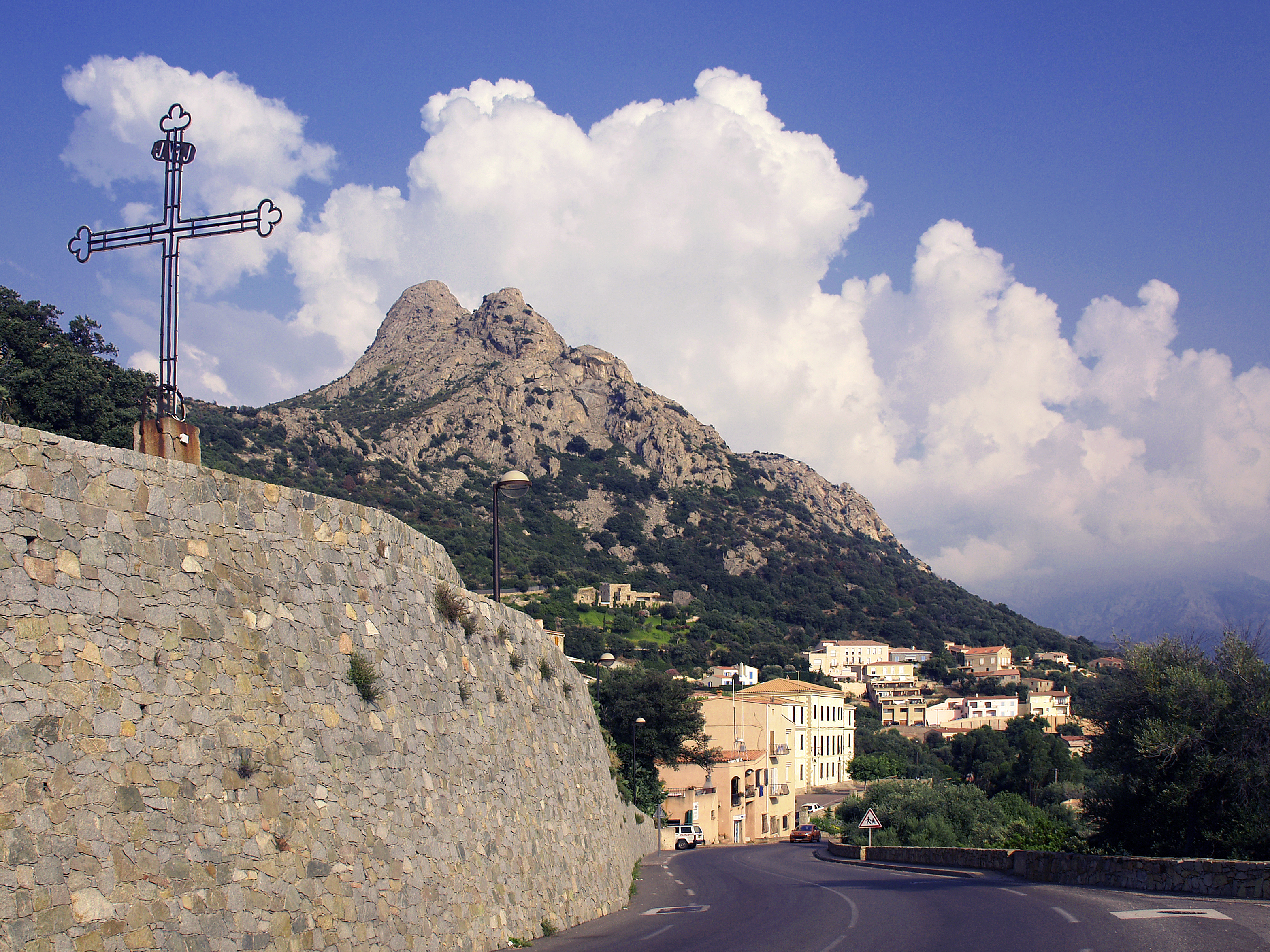
RN197 a Lumio
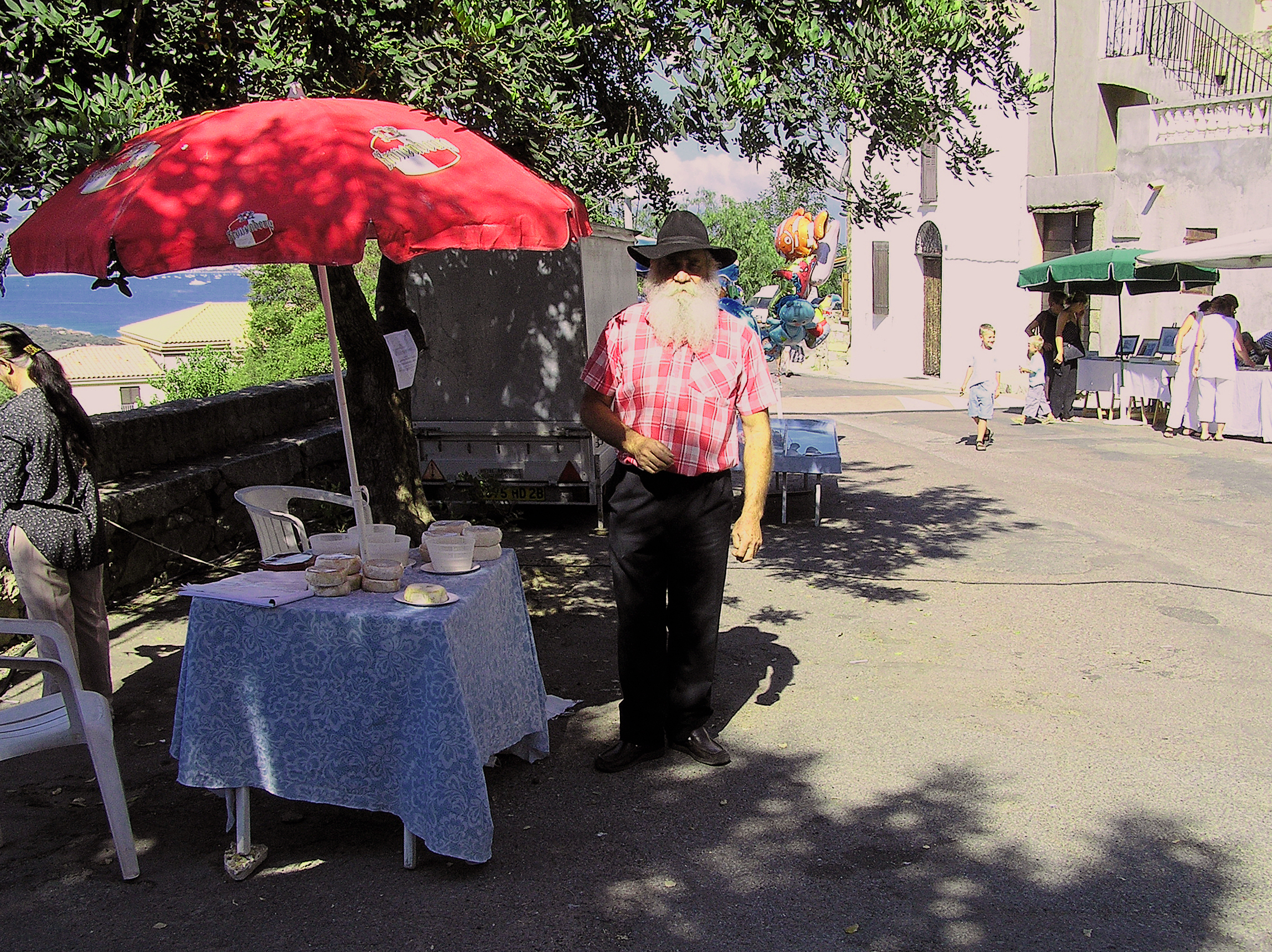
Home amb vestit de la zona